# Hans Christian Gram
Hans Christian Joachim Gram (sinh ngày 13 tháng 9 năm 1853 - mất ngày 14 tháng 11 năm 1938) là nhà vi sinh vật học người Đan Mạch. Ông là con của Frederik Terkel Julius Gram, một giáo sư Luật học, và bà Louise Christiane Roulund.
Ông học thực vật học tại Đại học Copenhagen và là trợ lý về lĩnh vực thực vật học cho nhà động vật học Japetus Steenstrup. Các hiểu biết của ông về thực vật đã giúp ông lý giải được các nguyên tắc cơ bản của Dược học và từ đó ứng dụng vào thế giới vi mô.
Ông bắt đầu học tại trường Y khoa từ năm 1878 và tốt nghiệp vào năm 1883. Ông đi du lịch vòng quanh châu Âu từ năm 1878 tới năm 1885. Tại Berlin, năm 1884, ông phát triển phương pháp cơ bản nhất để phân biệt giữa hai nhóm lớn của vi khuẩn. Kỹ thuật này được gọi là Nhuộm Gram, và ngày nay nó vẫn còn được dùng phổ biến trong quy trình xác định vi sinh vật trong ngành y tế.
Năm 1891, Gram bắt đầu làm giảng viên trong trường Dược, và vào cuối năm đó ông được bổ nhiệm làm giáo sư tại Đại học Copenhagen. Năm 1900 ông giữ chức của mình tại khoa Dược vả chính thức trở thành Giáo sư Y khoa.

## Nhuộm Gram
Việc đã mang lại cho ông tiếng tăm đó chính là việc phát triển kỹ thuật nhuộm màu vi khuẩn, làm cho chúng có thể nhìn thấy được dưới kính hiển vi. Sự bắt màu khác nhau của vi khuẩn đóng một vai trò hết sức quan trọng tỏng việc phân loại vi khuẩn sau này. Gram là một người khiêm tốn, và trong công bố đầu tiên của mình, ông nhận xét, "Tôi công bố phương pháp này, mặc dù tôi biết rằng nó còn nhiều khiếm khuyết và chưa hoàn hảo, nhưng hy vọng rằng dưới bàn tay của các nhà khoa học khác, nó sẽ thực sự hữu dụng." Phương pháp nhuộm Gram được tiến hành bằng cách sử dụng hai loại thuốc nhuộm cơ bản lầm lượt là tím tinh thể và thuốc nhộm safranin. Vi khuẩn sẽ bị nhuộm thành màu tím, lúc đó chúng được gọi là Gram dương, trong khi đó, một số vi khuẩn khác chuyển sang màu đỏ hồng, lúc đó chúng được gọi là Gram âm.

## Công việc khác
Công việc đầu tiên ông nghiên cứu có liên quan đến hồng cầu ở người. Ông là một trong những người đầu tiên nhận ra rằng macrocyte là nguyên nhân chủ yếu của bệnh pernicious anaemia - thiếu máu ác tính.
Sau khi được bổ nhiệm làm Giáo sư Y khoa vào năm 1900, ông bắt đầu xuất bản bốn tập bài giảng lâm sàng mà vẫn được sử dụng rộng rãi ở Đan Mạch. Ông về hưu năm 1923.